# Moritz Baumgarten
Moritz Baumgarten, eigentlich Christian Moritz Baumgarten, (* vor 1815; † nach 1865) war ein deutscher Orgelbauer. Er wirkte von etwa 1834 bis nach 1860 in Zahna. Neben Werken in Sachsen-Anhalt baute er zahlreiche neue Instrumente innerhalb der Provinz Brandenburg, die vor seiner Zeit 1815 aus der Mark Brandenburg hervorging.

## Leben
Baumgarten war Schüler von Carl August Buchholz und etablierte sich nach seiner Lehre als Instrumentenbauer in der 1832 nach Merseburg eingemeindeten Vorstadt Altenburg.
Nach etwa zwei Jahren Tätigkeit in Merseburg verkaufte er seine dortige Werkstatt 1834, um das Orgelbauhandwerk in der Stadt Zahna  zu meistern.  Von dort aus fertigte er bis nach 1860 zahlreiche Neubauten, die in den heutigen, brandenburgischen Landkreisen Barnim, Elbe-Elster, Märkisch-Oderland, Oberhavel, Potsdam-Mittelmark, Teltow-Fläming und in der Uckermark nachweisbar sind.
Aus seiner Ehe mit Minette Pauline gingen die drei Kinder Marie Magdalene Agnes (* 8. Juni 1833), Emil Moritz (* 29. August 1834) und Marie Nathalie (* 15. März 1839) hervor.

## Werkliste (unvollständig)
| Ort             | Gebäude             | Bild | Jahr | Manuale         | Register        | Bemerkungen                                                                                               |
| --------------- | ------------------- | ---- | ---- | --------------- | --------------- | --- |
| Obhausen        | St. Johannis        |      | 1837 | I/P             | 14              | erhalten, 2007 Sanierung und Restaurierung der Prospektpfeifen aus Zinn durch Thorsten Zimmermann → Orgel |
| Pretzsch (Elbe) | St. Nikolaus        |      | 1846 | II/P            | 21              | verändert erhalten, sanierungsbedürftig, → Orgel                                                          |
| Zahna           | St. Marien          |      | 1843 | II/P            | 25              | 2002 durch Orgelbau- und Restaurierungswerkstatt Rainer Wolter restauriert                                |
| Zallmsdorf      | Dorfkirche          |      | 1847 | I/P             | 6               | 2005 durch Orgelbau- und Restaurierungswerkstatt Rainer Wolter restauriert                                |
| Wergzahna       | Dorfkirche          |      | 1853 | I/P             |                 | Zustand unbekannt, → Orgel                                                                                |
| Meinsdorf       | Dorfkirche          |      | 1854 | I/P             | 9               | erhalten, 1998 instand gesetzt durch Schuke Orgelbau, → Orgel                                             |
| Karow           | Dorfkirche          |      | 1856 | I/ ab 1889: I/P |                 | nicht erhalten, 1912 durch Dinse-Orgel ersetzt, → Orgel                                                   |
| Wiederau        | Dorfkirche          |      | 1856 | I/P             | 9               | erhalten, 2021 saniert durch Orgelbau Voigt                                                               |
| Schönborn       | Dorfkirche          |      | 1859 | II/P            | 12              | erhalten, 2009 saniert, → Orgel                                                                           |
| Weesow          | Dorfkirche          |      | 1860 | I/P             | 8               | nicht erhalten, ab ca. 1945 unspielbar, 1962 durch Neubau von Schmeisser ersetzt, → Orgel                 |
| Teupitz         | Heilig-Geist-Kirche |      | 1862 | II/P            | 16, ab 1875: 19 | erhalten, Neubau in Vorgängergehäuse mit Akanthus-Schnitzerei von 1694, 1875 erweitert → Orgel            |